# Aleteia
Aleteia – katolicki, międzynarodowy portal internetowy, który jest dostępny w ośmiu językach: angielskim, francuskim, portugalskim, hiszpańskim, włoskim, arabskim, polskim i słoweńskim. Polska edycja portalu (Aleteia.pl) istnieje od 2016 roku. Aleteia, oprócz treści związanych z Kościołem katolickim i katolicką duchowością, publikuje m.in. treści związane ze stylem życia, wiadomości i pozytywne historie. Specjalny dział – For Her – jest dedykowany sprawom kobiet i ich duchowości. Według twórców witryny misją Aletei jest ewangelizacja poprzez pokazywanie w pozytywny sposób chrześcijańskiej wizji rzeczywistości.

## Historia
Od chwili startu Aletei w 2013 roku projekt jest wspierany przez – utworzoną w Rzymie w 2011 roku i mającą na celu promowanie obecności Kościoła w mediach – Fondation pour l’Évangélisation par les Médias (Fundację na rzecz Ewangelizacji przez Media).
Choć Aleteia powstała z inicjatywy świeckich katolików i w sposób niezależny od struktury kościelnej, to od początku projekt był realizowany przy wsparciu Papieskiej Rady Środków Społecznego Przekazu i Papieskiej Rady do spraw Nowej Ewangelizacji.
Od lipca 2015 roku portalem Aleteia zarządza europejska grupa multimedialna Média-Participations, która specjalizuje się w działalności wydawniczej, a także w produkcji audiowizualnej i prowadzeniu witryn internetowych. Prezesem portalu jest Pierre-Marie Dumont (Paryż).

## Polska edycja
Polska wersja portalu – Aleteia.pl – wystartowała 19 lipca 2016 roku. Partnerem polskiej edycji jest Fundacja Świętego Benedykta. Oprócz działalności w ramach witryny internetowej i mediów społecznościowych portal angażuje się także w kampanie społeczne – m.in. we wrześniu 2017 roku Aleteia.pl przeprowadziła kampanię „Jezus nie hejtował”, która była wydarzeniem towarzyszącym Dziedzińca Dialogu; we wrześniu 2018 polska edycja Aletei zrealizowała kampanię „Niech moc wiary będzie z Tobą”, promującą idee Zjazdu Gnieźnieńskiego. 
Aleteia.pl była dwukrotnie nominowana do nagrody Totus w kategorii „Totus Tuus medialny im. Bp. Jana Chrapka” – w roku 2017 i 2018. W 2017 roku redaktor naczelna portalu Anna Sosnowska została nominowana do Nagrody Dziennikarskiej „Ślad” „za stworzenie w krótkim czasie jednego z najlepszych i najpopularniejszych portali katolickich i za udaną próbę znalezienia w publicystyce religijnej języka, który o sprawach wiary mówi mądrze i treściwie, a jednocześnie atrakcyjnie”. Aktualną redaktor naczelną portalu jest Bogna Białecka.

## Organizacja
Aleteia ma swoje siedziby w Paryżu, Rzymie, Nowym Jorku, Los Angeles, Walencji, Meksyku, São Paulo, Bejrucie, Lublanie i Warszawie.

## Nazwa
Termin alètheia wywodzi się ze starogreckiego ἀλήθεια i oznacza prawdę.
W Ewangeliach termin ten opisuje także słowo absolutnie prawdziwe, któremu można ufać z całkowitą pewnością, tj. w szczególności Słowo Boże, które objawiło się i stało się ciałem dla nas ludzi i dla naszego zbawienia.